# Chris Adler
Christopher James Adler (23 november 1972) is een Amerikaans drummer van de Amerikaanse heavy-metalband Lamb of God.(1994 --2019)  Hij speelde in 2015 een tijdje bij de Amerikaanse thrashmetal band Megadeth. Hij is de oudere broer van gitarist Willie Adler. Voordat hij aantrad bij Lamb Of God speelde hij in diverse andere bands. 

## Biografie
Adler volgde de Bishop Ireton High School in Alexandria in Virginia, waarna hij ging studeren aan de Virginia Commonwealth University in Richmond, Virginia. Hier ontmoette hij de bandleden van Lamb of God, John Campbell de bassist en de gitarist Mark Morton. Hij staat bekend om zijn uitgebreide kennis van drums en heeft een bijzondere zelfsamengestelde opstelling van geavanceerde percussie-instrumenten. Adler is net als Campbell vegetariër.
Behalve in Lamb Of God speelde Adler onder andere met Calibra, Cry Havoc, Jettison Charlie, Grouser, Burn The Priest, Testament en Megadeth.
- Biblioteca Nacional de España: XX4775708
- International Standard Name Identifier: 0000 0001 1802 0980
- MusicBrainz: 3310f754-2fbf-4a3b-8c19-9e1d27797349
- Virtual International Authority File: 168954480
- WorldCat: E39PBJt8dXkB4hdwdTGHvMdvpP